# Драй Тортугас (национален парк)
Национален парк Драй тортугас (на английски: Dry Tortugas National Park) е национален парк на южното крайбрежие на Флорида, САЩ. Намира се на територията на архипелага и съдържа седем коралови рифа. Най-голямата забележителност на парка е форт Джеферсън, крайбрежна крепост. Неговото строителство започва през 1846 година и продължава 30 години, но така и не е завършено. По време на гражданската война е използван като затвор. През 1874 г. армията напуска форта. През 1935 година заобикалящите го рифове са обединени в национален парк, създаден за съхраняване на природните и исторически ценности. Тук съществува богат морски живот, разноцветни коралови рифове и легенди за корабокрушения и потънали съкровища. Броят на посетителите е средно 80 000 на година. До Драй тортугас се достига само с лодка или хидроплан.
През 1513 година е посетен от първия европеец. Той улавя 160 морски костенурки и решава да го нарече Тортугас (костенурки), по-късно е прибавено драй (сухи).